# Девушка-лев
«Девушка-лев» (норв. Løvekvinnen) — норвежский фильм-драма 2016 года режиссёра Вибеке Идсё. Снят по одноимённому роману Эрика Фоснеса Хансена 2006 года. В Норвегии кинокартина разрешена к просмотру для лиц старше 9 лет. Фильм участвовал на кинофестивале в Гамбурге (2016), в Любеке (2016), а также на Европейском кинофоруме «Сканорама» (2016).

## Сюжет
Фильм повествует о жизни девушки Евы Аркта́ндер с момента её рождения и примерно до 24-летнего возраста. Всё тело Евы покрыто густыми жёлтыми волосами.

### 1912 год
Снежной ночью рождается главная героиня. Её мать умирает сразу после родов. А отец Гу́став (начальник железнодорожной станции) не хочет признавать новорождённую девочку своей дочерью. Он обращается за помощью к местному доктору Леви́ну. Однако тот не может объяснить причину наличия загадочных волос на теле Евы и прогнозировать их скорейшее исчезновение. Тогда на железнодорожную станцию, где жила семья Арктандеров, приезжает профессор Строем, который уверяет отца девочки, что со временем волосы выпадут. У девочки гипертрихоз. Доктор Левин предлагает назвать девочку Евой. Отец, священник и остальные присутствующие соглашаются. Также доктор Левин находит для маленькой Евы няню-гувернантку, 17-летнюю Ханну, которую не признают собственные родители и которой нужно найти дом и уют. В жилище Арктандеров она это находит. Густав Арктандер даёт Ханне распоряжение, чтобы та никогда не выводила Еву за пределы дома, дабы избежать насмешек и позора со стороны окружающих. Тем не менее затем отец Евы сам рисует карту, где указан маршрут, по которому Ханна может гулять вместе с крохотной Евой.

### 1917—1919 годы
Ева растёт, но её отец так и не признаёт девочку своей собственной. За малейшую провинность он запирает Еву в кладовке. Пока Густав работает на своей станции, читает газеты и занимается любимым делом — рисованием, юная Ева увлекается самыми обыкновенными цифрами. Она и не догадывается, что в будущем свяжет с ними свою жизнь. Однако Ева по-прежнему изолирована от современного мира. У неё нет друзей, кроме Ханны. Она получает домашнее образование, читает книги. Ханна знакомит Еву с парнем по прозвищу Искра, который работает в конторе начальника станции. Он учит Еву печатать. Густав узнает об общении Искры и Евы, а также о том, что его дочь покидала пределы по его мнению доступного помещения. Впоследствии Искра дарит ей пишущую машинку. Ханна старается уверить Густава, что Еве необходимо ходить в школу, как и все остальные дети её возраста. Отец против. В итоге Ханне и Еве всё же удаётся добиться задуманного. В первый же свой день в школе Ева пересекается взглядом с одноклассником А́рвидом, ребята обмениваются взаимными улыбками. Во внеучебное время тем же днём ребята из школы напали на Еву, повалили её на землю и порвали ей платье. Однако придя домой, она не сказала ни слова ни папе, ни Ханне. Несмотря ни на что, Ева растёт добродушной девочкой.

### 1926 год
14-летняя Ева серьёзно увлечена математикой, она очень образованная для своего возраста. Ева начинает ближе общаться с Арвидом, ребята симпатизируют друг другу. Ева пропускает занятия в школе, отец девочки получает письма от преподавателей. Еву приглашают в город для решения проблемы с её волосяным покровом. Густав и Ева отправляются в путь на поезде. Там Ева знакомится с необычным человеком по имени Андрей. Парень уверяет девочку, что она особенная и если желает, то может связать свою жизнь с театральными выступлениями вместе с Андреем и другими необычными людьми. Ева не решается на такое, но это лишь в данный момент. Во время показа волосяного покрова Евы различным учёным, те начинают прикасаться к её густым волосам в своих научных целях, а Ева падает в обморок. Об этом узнаёт Густав и увозит Еву обратно. Показано, что отец по-настоящему любит свою дочь. Из-за денежного инцидента Густав Арктандер увольняет Искру. Как ни старается Ева вернуть своего друга, он всё равно уезжает. Доктор Левин замечает переутомление Густава и советует им с Евой отправиться отдохнуть. Во время отдыха Ева знакомится с очаровательной и молодой на вид миссис Грьоторнет, которая восхищается красотой Евы. Девушки легко находят общий язык, но вскоре приходит время прощания. На привычном для Евы и Арвида месте совместного времяпровождения героиня застаёт Арвида с другой девушкой. Ребята не замечают Еву, и она удаляется. Ева предлагает папе и Ханне посетить некое театральное представление, они соглашаются. Выступающая труппа состоит из разных необычных актёров: карликовой женщины, мужчины-великана, её недавнего знакомого Андрея и многих других. Проходит немного времени, и Ева оставляет отца, Ханну, дом и отправляется путешествовать и выступать вместе с теми необычными людьми.

### 1931 год
19-летняя Ева продолжает жить и гастролировать вместе с той же труппой. Но постепенно понимает, что это не совсем то, что ей нужно в жизни. Ева покидает актёрский мир.

### 1936 год
Еве около 24 лет или уже есть. Она живёт и работает в городе. Преподаёт математику, проводит научные лекции. Её трудами и умом интересуются многие учёные, поэтому Ева Арктандер всегда в центре внимания. Она элегантна, прилично одета, богата. Она нашла себя в жизни. Однажды Еве приходит письмо, после прочтения которого она тут же приезжает в прежний дом — на ж/д станцию. Там она встречает Ханну. Ева, Ханна, доктор Левин, тот же священник и другие близкие люди присутствуют на похоронах Густава Арктандера. Очевидно, о его смерти и говорилось в письме. Ева прощается со всеми и уезжает. По дороге в поезде она рассматривает оставленные после смерти отца его рисунки. Он действительно очень сильно любил дочь. На многих из них изображена Ева: маленькой и подросшей.

## В ролях
| Актёр                        | Роль                                               |
| ---------------------------- | -------------------------------------------------- |
| Ида Урсин-Холм               | Ева Арктандер (в возрасте 23 лет)                  |
| Матильде Томине Сторм        | Ева Арктандер (в возрасте 14 лет)                  |
| Аурора Линдсет-Лёкка         | Ева Арктандер (в возрасте 7 лет)                   |
| Рольф Лассгорд               | Густав Арктандер (отец Евы, начальник ж/д станции) |
| Хьерсти Тветерос             | Ханна (няня Евы)                                   |
| Рольф Кристиан Ларсен        | Искра (друг Евы, работник ж/д станции)             |
| Оле Йохан Скьельбред-Кнутсен | доктор Левин                                       |
| Коре Конради                 | Янн                                                |
| Кен Дукен                    | Андрей                                             |
| Нильс Йёрген Колстад         | Кнудцон                                            |
| Конни Нильсен                | миссис Грьоторнет                                  |
| Йонас Лундсвин               | Арвид (в возрасте 14 лет)                          |
| Хенрик Гиллерстедт Моген     | Арвид (в возрасте 7 лет)                           |
| Бургхарт Клаусснер           | Йоханнес Йоахим                                    |
| Ян Гуннар Рёйсе              | священник                                          |
| Лиза Ловен Конгсли           | Рут (мать Евы)                                     |
| Джон Сигурд Кристенсен       | мистер Биргерсон                                   |
| Карен-Лиза Мюнстер           | миссис Биргерсон                                   |
| Ларс Кнутсон                 | профессор Строем                                   |

## Премьеры
| Страна   | Дата премьеры        | Название         |
| -------- | -------------------- | ---------------- |
| Норвегия | 26 августа 2016 года | Løvekvinnen      |
| Германия | 2 октября 2016 года  | Das Löwenmädchen |
| Литва    | 3 ноября 2016 года   | Moteris liūtė    |
| Эстония  | 13 января 2017 года  | Lõvinaine        |
| Чехия    | 23 марта 2017 года   | Lví žena         |
| Швеция   | 7 апреля 2017 года   | Lejonkvinnan     |